# 日善里
日善里是台北市萬華區東園次分區轄下的一個里。面積0.3502平方公里，下轄15鄰。2020年止共有人口3,776人。

## 邊界
西側為忠德里，北側為雙園里，東側為新安里，南側為全德里。